# Pagano (métro de Milan)
Pour les articles homonymes, voir Pagano.

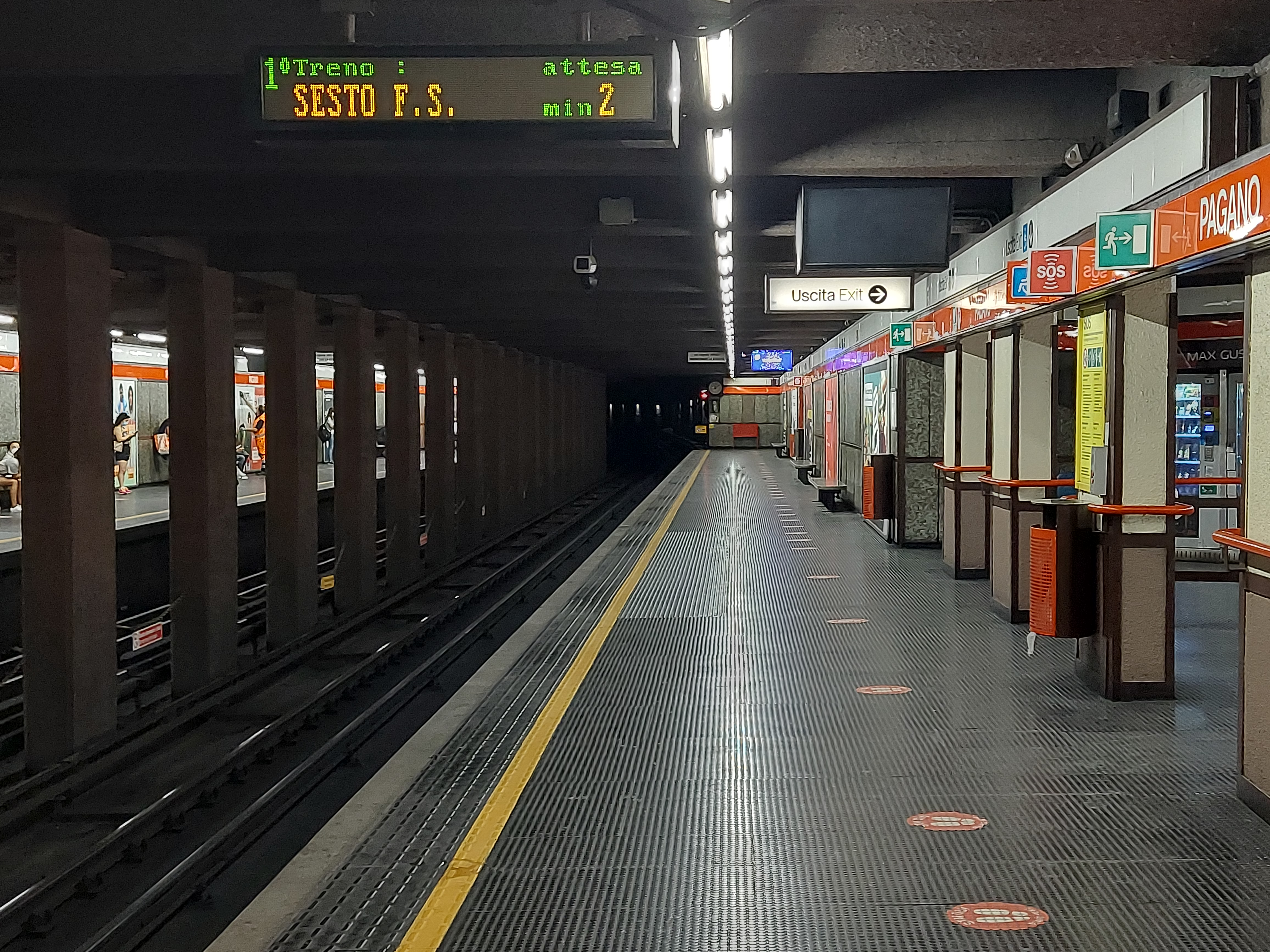

Pagano est une station de la ligne 1 du métro de Milan, située piazza Richard Wagner. Elle est à l'intersection des deux branches qui desservent, l'une les stations en direction de Bisceglie, et l'autre les stations en direction de Rho Fiera. La station est située via Mario Pagano.